# Leptolalax aereus
Espèce
Leptolalax aereus est une espèce d'amphibiens de la famille des Megophryidae.

## Répartition
Cette espèce se rencontre :
- au Viêt Nam dans les provinces de Quảng Bình, de Nghệ An et de Hà Tĩnh ;
- au Laos dans la province de Savannakhet.

## Description
Lors de la description originale, les mâles mesuraient entre 25,1 et 28,9 mm et les femelles entre 27,1 et 38,6 mm.

## Étymologie
Le nom spécifique aereus vient du latin aereus, en cuivre, en bronze, en référence à la teinte dorsale cuivrée de cette espèce.

## Publication originale
- Rowley, Stuart, Richards, Phimmachak & Sivongxay, 2010 : A new species of Leptolalax (Anura: Megophryidae) from Laos. Zootaxa, no 2681, p. 35-46 (texte intégral).